# Bigge (rivier)
De Bigge is een rivier in de Duitse deelstaat Noordrijn-Westfalen en tevens de zijrivier met het grootste debiet van de Lenne.
De bron van de rivier, bij de top van de Römershagen in het Sauerland, ligt op een hoogte van 414 meter. De Bigge mondt na een loop van ruim 44½ kilometer bij Finnentrop uit in de Lenne. Met een gemiddeld debiet van 8,6 kubieke meter per seconde is de rivier de grootste zijrivier van de Lenne. 
In de Bigge ligt een grote stuwdam met daarachter het grote stuwmeer Biggesee.